# دانييل وول
دانييل وول (بالفرنسية: Daniel Wohl)‏ هو ملحن فرنسي، ولد في 1980.

## وصلات خارجية
- الموقع الرسمي
- دانييل وول على موقع IMDb (الإنجليزية)
- دانييل وول على موقع ميوزك برينز (الإنجليزية)
- دانييل وول على موقع قاعدة بيانات الفيلم (الإنجليزية)